# Bánya-patak
A Bánya-patak a Cserhátban ered, Egyházasgerge településtől délre, Nógrád vármegyében, mintegy 260 méteres tengerszint feletti magasságban. A patak forrásától kezdve keleti irányban halad, majd Egyházasgerge déli részénél éri el a Dobroda-patakot.

## Part menti települések
- Egyházasgerge